# علي بن ناصر الغفيص
علي بن ناصر الغفيص وزير العمل والتنمية الاجتماعية السابق وعضو سابق في مجلس الشورى السعودي، والمحافظ السابق للمؤسسة العامة للتدريب التقني والمهني. عين في 2 ديسمبر 2016، وتم إعفائه من منصبه في 2 يونيو 2018.

## تعليمه
حصل الغفيص على شهادة الدكتوراه في السياسة العامة بحوث وتحليل سياسة العلوم والتقنية من جامعة بيتسبرغ بمدينة بيتسبرغ بنسلفانيا الولايات المتحدة الأمريكية 1991م. وماجستير في الإدارة العامة من جامعة بيتسبرغ بمدينة بيتسبرغ بنسلفانيا الولايات المتحدة الأمريكية 1987م. وبكالوريوس الإدارة العامة من جامعة الملك عبدالعزيز بجدة. كما حصل على عدة دبلومات أهمها: دبلوم عال في علم الإدارة 1989م جامعة بيتسبرغ بمدينة بيتسبرغ بنسلفانيا، ودبلوم عال في تحليل السياسة التطبيقية 1989 جامعة بيتسبرغ بمدينة بيتسبرغ بنسلفانيا، ودبلوم عال في إدارة خدمات المعلومات 1987م جامعة بيتسبرغ بمدينة بيتسبرغ بنسلفانيا.

## أعماله
بدأ الغفيص حياته كمدرس بالمعهد الفني الزراعي في مدينة بريدة من 1400 هـ إلى 1405 هـ، ثم مدرس ووكيل بالمعهد الثانوي التجاري بمدينة بريدة من 1405 هـ إلى 1406 هـ، ومن الفترة 1406 هـ إلى 1411 هـ ابتعث للحصول على شهادتي الماجستير والدكتوراه، من 1411 هـ إلى 1412 هـ عمل أستاذا مساعدا في المؤسسة العامة للتدريب التقني والمهني، وكانت مهامه تشتمل على: محاضرات في الكلية التقنية ومدير إدارة الأبحاث والمناهج بالمؤسسة، ثم مدير عام التعليم الفني من 1412 هـ إلى 1418 هـ، ثم نائب محافظ للبحوث والتطوير، الإشراف على شؤون البحوث والمناهج والمكتبات، وتطوير القوى العاملة والهياكل التنظيمية وإجراءات وأساليب العمل في المؤسسة في الفترة من 1418 هـ إلى 1422 هـ، توج بعدها بمنصب محافظ المؤسسة العامة للتعليم الفني والتدريب المهني من 1422 هـ إلى 1437 هـ، ثم اختير كعضو بمجلس الشورى السعودي في الفترة من 1437 هـ إلى 1438 هـ.
بالإضافة لذلك عمل الغفيص كعضو مجلس إدارة معهد الإدارة العامة، وعضو مجلس إدارة بنك التسليف السعودي من 1416 هـ إلى 1421 هـ، وعضو لجنة تدريب وابتعاث موظفي الخدمة المدنية، عضو اللجنة التحضيرية للجنة العليا لسياسة التعليم بالمملكة العربية السعودية من 1418 هـ إلى 1421 هـ، وعضو اللجنة العليا لتطوير التعليم، وعضو اللجنة الوطنية السعودية للتربية والثقافة والعلوم من 1418 هـ إلى 1421 هـ، وعضو مجلس الإدارة ورئيس اللجنة التنفيذية بصندوق تنمية الموارد البشرية، وعضو مجلس إدارة صندوق الأمير سلطان بن عبد العزيز لتنمية المرأة. وشارك في عضوية اللجان السعودية المشتركة، بالإضافة للعديد من الندوات والمؤتمرات المحلية والدولية.

## وزارة العمل
في ديسمبر 2016 عين الغفيص وزيرًا للعمل والتنمية الاجتماعية، وتم إعفائه من منصبه في 2 يونيو 2018.